# 洪集镇
洪集镇，是中华人民共和国安徽省六安市叶集区下辖的一个乡镇级行政单位。

## 行政区划
洪集镇下辖以下地区：
洪集社区、东岳村、刘仓房村、会馆村、桥集村、六口塘村、牌坊店村、大桥村、双墩村、唐畈村和金星村。